# 比格拉王国
比格拉王国是一个短暂存在的小型附属王国，以比格拉镇为中心，从970年持续至11世纪初。该王国由潘普洛纳国王加西亚一世为其第二任妻子所生的长子拉米罗·加尔塞斯设立，他成为比格拉的首任国王。在他之后，由他的两个儿子共同继承王位，但在其中最后一位去世后（时间大约在1005至1030年之间），比格拉重新并入潘普洛纳王国。
这个王国是从潘普洛纳王国的南部划分出来的，其疆域包括今日拉里奥哈核心地带的伊雷瓜河和莱萨河流域，可能也包括梅尔特里亚地区。它是一个人为创造的政体，既无民族独特性，也无地理独特性。比格拉的国王始终隶属于潘普洛纳的上级统治者。1005年后，该地不再是独立王国，仅成为王室的一个领地。
在918年，莱昂国王奥多尼奥二世与潘普洛纳国王桑乔一世联合入侵比格拉，驱逐当地的巴努·卡西王族。到923年，该地区被征服并设防。924年—972年，比格拉一带由福图恩·加林德斯统治，他拥有“比格拉公爵”的头衔。
加西亚一世将潘普洛纳王国的王位传给他与第一任妻子所生的长子桑乔二世。但在其第二任妻子、莱昂的特蕾莎·拉米雷斯的坚持下，他将比格拉的王位留给他们的长子拉米罗·加尔塞斯。在加西亚一世去世后，其子桑乔二世作为潘普洛纳国王，承认其同父异母弟弟对比格拉的统治权。991年，拉米罗的儿子桑乔·拉米雷斯继承王位。他的兄弟加西亚·拉米雷斯在其去世前（约1002年）作为共治国王参与政务。加西亚只留下女儿，之后在1005年—1030年从历史记录中消失。此后，比格拉重新作为潘普洛纳王国的一部分出现。

## 历任国王
- 拉米罗·加尔塞斯（英语：Ramiro Garcés of Viguera），970年—981年在位
- 桑乔·拉米雷斯（英语：Sancho Ramírez of Viguera），981年—约1002年在位
- 加西亚·拉米雷斯（英语：García Ramírez of Viguera），1002年左右在位